# Ортокоронавируси
Ортокоронавирусите (Orthocoronavirinae) са подсемейство вируси на семейство коронавируси (Coronaviridae), които причиняват заболявания при бозайници и птици. При хората вирусите причиняват респираторни инфекции, които обикновено са леки, включително обикновената настинка; обаче по-редки форми като SARS, MERS и новият коронавирус (SARS-CoV-2), могат да бъдат смъртоносни. При кравите и свинете те могат да причинят диария, докато при пилетата могат да причинят заболяване на горните дихателни пътища. Няма ваксини или антивирусни лекарства, които са одобрени за профилактика или лечение.
Ортокоронавирусите са обвити вируси с едноверижен РНК геном с положителен усет и с нуклеокапсид от спирална симетрия. Геномният размер на ортокоронавирусите варира от приблизително 26 до 32 базови двойки, най-големият за РНК вирус.
Името „коронавирус“ произлиза от латинското corona, което означава корона или ореол и се отнася до характерния вид на вирусните частици (вириони): те имат ресни, напомнящи на кралска корона или на слънчевата корона.
Често срещаните симптоми при Коронавирусната болест 2019 са температура, суха кашлица и затруднено дишане. По-рядко може да се забележи също и главоболие, болки и спазми, сухо гърло и умора. Рядко срещани симптоми са диарията и течащият нос. Вирусът не предизвиква кихане.
В България официално първият случай на Коронавирусната болест 2019 (COVID-19) е регистриран на 8 март 2020 г., като към 19 март 2020 г. общият брой на заразените в България е 546, от които 16 починали.

## История
Ортокоронавирусите са открити за първи път през 60-те години на миналия век. Най-ранните открити са били инфекциозен вирус на бронхит при пилета и два вируса от носните кухини на хора с обикновена настинка, които впоследствие били наречени човешки коронавирус 229Е и човешки коронавирус OC43.
Оттогава са идентифицирани други членове на това семейство, включително SARS-CoV през 2003 г., HCoV-NL63 през 2004 г., HCoV-HKU1 през 2005 г., MERS-CoV през 2012 г. и SARS-CoV-2 (известен преди като 2019-nCoV) през 2019 г. Повечето от тях са включвали сериозни инфекции на дихателните пътища.

## Етимология
Името „коронавирус“ произлиза от латински: corona, което означава „корона“ или „венец“, само по себе си идващо от гръцки: κορώνη (korṓnē), „гирлянда, венец“.

## Морфология
Коронавирусите са големи плеоморфни сферични частици с луковични повърхностни проекции. Диаметърът на вирусните частици е около 120 nm. Обвивката на вируса в електронните микрографии изглежда като отделна двойка електронно плътни обвивки.
Протеините, които допринасят за цялостната структура на всички коронавируси, са шипът (S), обвивката (E), мембраната (M) и нуклеокапсид (N). Някои коронавируси (по-специално членовете на подгрупа А на бетакоронавирус) също имат по-къс шипоподобен протеин, наречен хемаглутинин естераза.

## Човешки коронавируси
Коронавирусите са различни по отношение на рисковия фактор. Някои могат да убият повече от 30% от заразените (като MERS-CoV), а други са сравнително безобидни, като обикновената настинка. Коронавирусите причиняват настинки с основни симптоми – като треска и болки в гърлото от подути аденоиди, предимно през зимния и ранния пролетен сезон. Коронавирусите могат да причинят пневмония – или директна вирусна пневмония, или вторична бактериална пневмония – и могат да причинят бронхит – или директен вирусен бронхит, или вторичен бактериален бронхит. Човешкият коронавирус с голяма публичност, открит през 2003 г., SARS-CoV, който причинява тежък остър респираторен синдром (SARS), има уникална патогенеза, тъй като причинява инфекции на горните и долните дихателни пътища.
- Човешки коронавирус 229E (HCoV-229E)
- Човешки коронавирус OC43 (HCoV-OC43)
- Човешки коронавирус NL63 (HCoV-NL63)
- Човешки коронавирус HKU1 (HCoV-HKU1)
- БИРС коронавирус (MERS-CoV), известен по-рано като Нов коронавирус 2012 и HCoV-EMC
- ТОРС коронавирус (SARS-CoV)
- Нов коронавирус (2019-nCoV), известен още като пневмония на Ухан или коронавирус на Ухан. В този случай „нов“ означава новооткрит или новопостъпил и е име на заместител.[12]

Коронавирусите HCoV-229E, -NL63, -OC43 и -HKU1 непрекъснато циркулират в човешката популация и причиняват респираторни инфекции при възрастни и деца в световен мащаб.